# Station Higashi-Mikuni
Station Higashi-Mikuni (東三国駅, Higashi-Mikuni-eki) is een metrostation in de wijk Yodogawa-ku in de Japanse stad Osaka. Het wordt aangedaan door de Midosuji-lijn. Het station heeft één eilandperron.

## Treindienst

### Metro van Osaka(stationsnummer M12)
| 1 | ■Midosuji-lijn | richting Umeda, Namba, Tennōji en Nakamozu |
| 2 | ■Midosuji-lijn | richting Esaka                             |

## Geschiedenis
Het station werd in 1970 geopend, en maakte deel uit van de verlenging van de Midosuji-lijn richting Suita en Toyonaka.

## Overig openbaar vervoer
Bus 104

## Stationsomgeving
Het gebied wordt gekenmerkt door veel alleenstaanden die voor hun werk naar Osaka zijn verhuisd en de bijbehorende voorzieningen.

### Restaurants
- McDonald's
- Kentucky Fried Chicken
- Yoshinoya
- Mr Donuts

### Winkels
- Lawson
- 7-Eleven
- FamilyMart
- Mini-Stop
- Kōnan
- Gourmet City (supermarkt)
- TSUTAYA (video- en cdverhuur)
- Shopping Plaza Shin-Osaka

### Overig
- Station Higashi-Yodogawa (500 m oostwaarts)
- Elektriciteitscentrale van Kansai Denryoku
- Autoweg 423